# ンザンガ・モブツ
ンザンガ・モブツ（1970年3月24日生まれ）は、コンゴ民主共和国の政治家であり、元大統領モブツ・セセ・セコとその2番目の妻ボビ・ラダワの長男である。彼は3人の子供を持ち、妻はキャサリン・ベンバ・モブツである。2007年から2011年までジョセフ・カビラ政権下で政府に所属し、当初は農業担当国務大臣を務め、後に基本的・社会的ニーズ担当副首相および労働・雇用・社会保障担当副首相を歴任した。2011年3月、彼は政府から解任された。2007年には父親の「革命人民運動」の後継組織として「モブツ主義民主連合」を設立した。

## 経歴
ンザンガ・モブツは、ベルギー、カナダ、フランスで学び、アメリカン大学 (パリ)を卒業した。その後、1990年代中頃にザイール（現コンゴ民主共和国）に帰国し、父親の顧問およびコミュニケーション担当を務めた。また、国有銀行であるSoza Bankの会長を務めた。1997年5月、反政府勢力のリーダーローラン・カビラがキンシャサを制圧した際、父親と共にモロッコに亡命した。

### 政府での役割
ンザンガは2007年にアントワーヌ・ギゼンガの下で農業担当国務大臣に任命され、その後、2008年にはアドルフ・ムジト内閣で基本的・社会的ニーズ担当副首相に昇格した。2010年から2011年まで労働・雇用・社会保障担当副首相を務めた。
しかし、2011年3月、ンザンガはジョセフ・カビラにより「職務放棄」の理由で解任された。報告によれば、彼がヨーロッパに長期間滞在した背景には、カビラ政権がポール・カガメ政権（ルワンダ）と緊密な関係を築いていたことへの反発があったと言われている。

### 政府離任後
政府を離れた後、ンザンガはモロッコとアメリカ合衆国での生活を分け合い、事業と人道支援活動に従事した。1998年には母ボビ・ラダワと共に「モブツ財団」を共同設立し、アフリカの若い起業家を支援した。

## 最近の動向
2018年の大統領選挙では、野党候補マルタン・ファユルを支持した。2023年1月、彼はコンゴ民主共和国に帰国し、同年の選挙で現職大統領フェリックス・チセケディを支持すると表明した。

## 関連リンク
- 公式ウェブサイト